# جواهرات رنگارنگ
جواهرات رنگارنگ (به هندی: Rangila Ratan) فیلمی محصول سال ۱۹۷۶ و به کارگردانی اس. رامانتان است. در این فیلم بازیگرانی همچون ریشی کاپور، پروین بابی و آشوک کومار ایفای نقش کرده‌اند.